# Cacilhas
Cacilhas is een plaats (freguesia) in de Portugese gemeente Almada en telt 6 970 inwoners (2001).